# Bromuro de otilonio
El bromuro de otilonio es un antimuscarínico y bloqueador de los canales de calcio utilizado para aliviar los dolores abdominales espasmódicos, especialmente en casos de síndrome del intestino irritable.

## Usos médicos
Un análisis combinado de tres pruebas clínicas sugirió que el otilonio es más eficaz que placebo para el tratamiento de síndrome de intestino irritable.

## Farmacología
El bromuro de otilonio se une a ambos receptores muscarínicos y receptores taquicinínicos NK2. Se ha demostrado que inhibe los canales de calcio del tipo L y T, acciones que pueden contribuir o determinar sus efectos en el abdomen.
Cuando es suministrado oralmente, muy poco del fármaco es absorbido al resto del cuerpo, lo que significa que la mayoría de sus acciones quedan limitadas al sistema gastrointestinal.